# Fernand Chatelain
Fernand Chatelain, né le 31 janvier 1920 à Issou (Seine-et-Oise) et mort le 11 juin 1979 à Argenteuil (Val-d'Oise), est un homme politique français.

## Biographie
Après la Seconde Guerre mondiale, il adhère au PCF. Il est élu conseiller municipal d'Argenteuil en 1947, sur la liste de Victor Dupouy, et en devient premier adjoint en 1965. En 1968, il est élu sénateur, mandat qu'il détient jusqu'à son décès en 1979.
Dans le cadre des élections législatives de 1973, il tente de se faire élire face à Michel Poniatowski, dans la première circonscription du Val-d'Oise, mais échoue.

## Détail des fonctions et des mandats
Mandats parlementaires
- 22 septembre 1968 - 25 septembre 1977 : Sénateur du Val-d'Oise
- 25 septembre 1977 - 11 juin 1979 : Sénateur du Val-d'Oise